# Samma Ditthi
Samma ditthi wird mit „Rechte Ansicht“ oder „rechte Einsicht“ übersetzt. Es handelt sich um einen stehenden Begriff aus dem Achtfachen Pfad des Buddhismus. Verschiedene Lehrer setzen unterschiedliche Schwerpunkte bei der Auslegung des Begriffes. Es dürfte aber Konsens sein, dass damit gemeint ist, dass das Dhamma – also die Lehre des Buddha – als richtig und vertrauenswürdig erkannt wird. Was aber nicht Erleuchtung ist, sondern nur die Erkenntnis „der Buddha spricht die Wahrheit und die Befolgung der Übungen ist heilvoll für mich und alle Wesen.“
In dem 9. Sutra der Mittleren Sammlung das auch „rechte Einsicht“ heißt, wird der Begriff erläutert.

## Die „Rechte Einsicht“
Es soll erkannt werden, was heilsam und was unheilsam ist, und die Ursachen davon.
Unheilsam ist Töten, Stehlen, Missbrauch der Sexualität, Unkeuschheit, Lügen, Verleumden, Schimpfen, Schwatzen, Habsucht, Bosheit, falsche Ansicht, Trübung und Berauschung des Geistes. Die Wurzeln von Unheilsamen sind Gier, Hass und Verblendung.
Heilsam ist Nicht-Töten, Nicht-Stehlen, Keuschheit usw. Die Wurzel des Heilsamen ist frei zu sein von den Drei Geistesgiften Gier, Hass und Verblendung.
Auf den ersten Blick sieht es nach einem Paradoxon aus, wenn gesagt wird, dass rechte Einsicht ist, wenn man keine falschen Vorstellungen hat. Dieses Paradoxon lässt sich nur auflösen, indem man die Wurzeln betrachtet und angeht: Gier, Hass und Verblendung. Die Moral wird also nicht durch eine höhere Instanz in Form eines Gottes und seiner Gesetze vorgegeben und begründet. Allein durch die „Wesens- und Selbst-Schau“ und Befreiung vom „Ich-bin-Wahn“ entstehen Weisheit und Mitgefühl und freies moralisches Handeln.